# Deurne (Antwerpia)
Deurne – dzielnica (district) Antwerpii, w północnej Belgii, w Regionie Flamandzkim, w prowincji Antwerpia, w okręgu Antwerpia. Do 31 grudnia 1982 samodzielna gmina (gemeente).  

## Demografia
| Rok                | 1831 | 1866 | 1961   | 1970   | 1981   | 2023   |
| ------------------ | ---- | ---- | ------ | ------ | ------ | ------ |
| Liczba mieszkańców | 5726 | 3224 | 66.703 | 80.766 | 77.635 | 82.270 |